# Anchusa cespitosa
Anchusa cespitosa är en strävbladig växtart som beskrevs av Jean-Baptiste de Lamarck. Anchusa cespitosa ingår i släktet oxtungor, och familjen strävbladiga växter. Inga underarter finns listade i Catalogue of Life.

## Bildgalleri

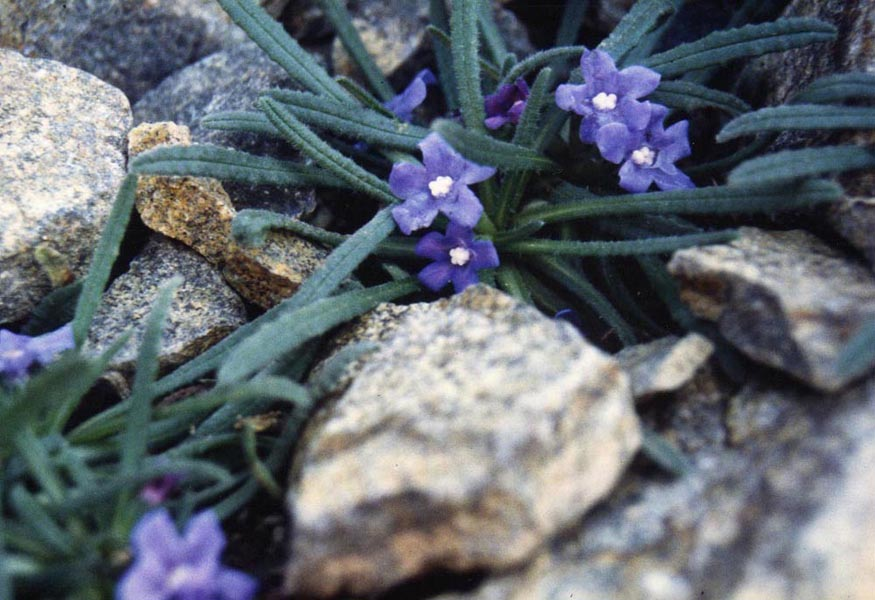